# 小澤亮介
小澤 亮介（おざわ りょうすけ、1983年4月10日 - ）は、日本のプロサッカー選手、指導者。山梨県出身。

## 略歴
1983年、山梨県韮崎市出身。幼少期は韮崎市の少年団、甘利サッカースポーツ少年団でサッカーを始める。
高校時代は韮崎高校に進学しサッカー部に入部、キャプテンを務めた2001年のインターハイでは3回戦まで進出した。

### 選手時代
高校卒業後は新潟にあるアルビレックス新潟の下部組織でもあるJAPANサッカーカレッジに進みプロサッカー選手を目指す。卒業後、アルビレックス新潟シンガポールに入団したが1年で契約終了となった。

### 指導者時代
2011年、ヴァンフォーレ甲府アカデミーに入団し、指導者を始める。
2020年にヴァンフォーレ甲府U-12の監督に就任し、2021年には全日本U-12サッカー選手権大会に出場している。
2022年にはヴァンフォーレ甲府U-18のコーチに就任し、プリンスリーグ関東2部を優勝し、プリンスリーグ関東1部に昇格した。
2023年より、韮崎市にあるユナイテッド韮崎FC U-15の監督を務めている。

## 指導歴

### コーチ
- ヴァンフォーレ甲府アカデミー（2011）
- ヴァンフォーレ甲府U-12（2012）
- ヴァンフォーレ甲府U-13（2016）
- ヴァンフォーレ甲府U-18（2022）

### 監督
- ヴァンフォーレ甲府U-12（2020 - 2021）
- ユナイテッド韮崎FC U-15（2023 - ）